# Alberto Figueroa de Achá
Alberto Figueroa de Achá   (Cochabamba, 3 d'abril de 1920 - Cochabamba, 18 de febrer de 1965) fou un futbolista bolivià.

## Selecció de Bolívia
Va formar part de l'equip bolivià a la Copa del Món de 1950.